# 中立联盟

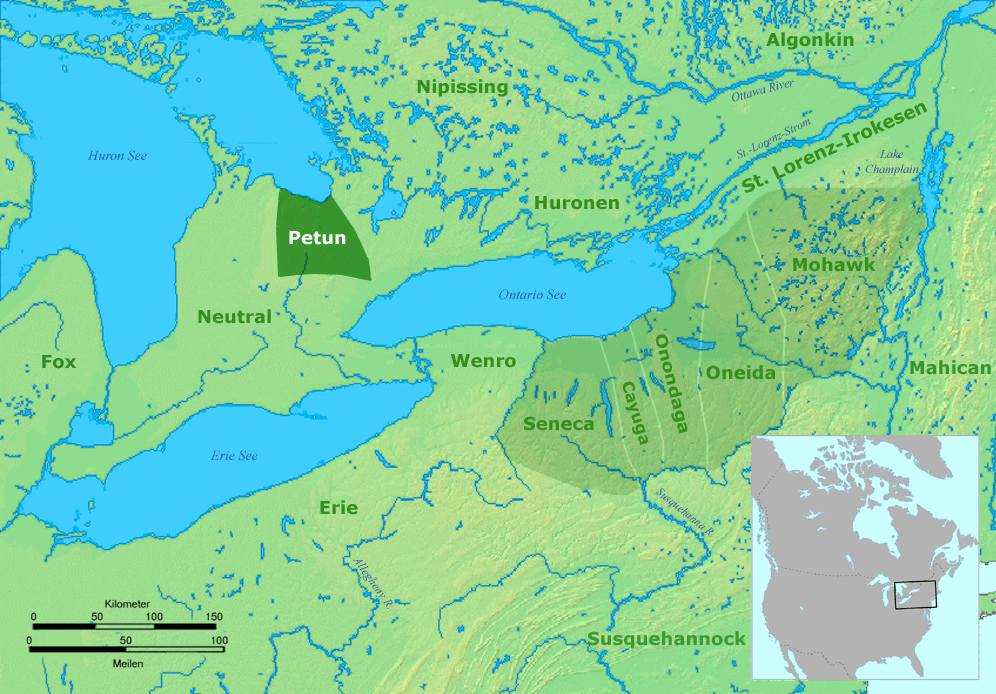
中立联盟的故土（左）在今加拿大，位于休伦湖南岸、安大略湖北岸和伊利湖北岸之间。

中立联盟，又称中立国家、中立人民或阿塔万达龙，是一个易洛魁人部落联盟。其核心地区位于现今加拿大安大略省的格兰德河洪泛平原。在其鼎盛时期，其领土向外延伸至伊利湖、休伦湖和安大略湖的湖岸，以及东部的尼亚加拉河。东北方向是邻近的休伦地区和佩顿地区，这些地区由其他易洛魁语族的联盟居住，“中立人民”一称即来源于此。五邦易洛魁联盟则位于东南方的安大略湖北岸对面。
像其他易洛魁语族和文化的部落一样，中立联盟的各部族间会互相袭击和争斗。他们通常对以阿尔冈昆语为母语的邻近民族保持警惕，比如那些居住在加拿大东部圣劳伦斯河谷盆地的民族。历史学家后世以易洛魁部族发动战争的激烈方式著称。作为一个以农业为主的社会，中立联盟发展出了令欧洲领导者惊叹不已的农庄，欧洲人在写给资助者的报告中对此多有赞叹。
中立联盟的主要经济活动是狩猎；他们通过毛皮和兽皮与其他部落进行贸易。最大的族群被称为“Chonnonton”（意为“鹿的守护者”），部分原因是他们有将鹿群赶入围栏的狩猎方式。另一族群“Onguiaahra”居住在尼亚加拉半岛南部，名称意为“靠近大水”或“水道”等（也可能与“尼亚加拉”一词的起源有关）。Chonnonton地区拥有丰富的燧石资源，这种资源对制造锋利工具、点火甚至火器都非常重要。作为主要资源，这也使得他们能够与常年征战的休伦族和易洛魁族进行贸易。
由于在1600年前后中立联盟与休伦族和易洛魁族没有交战，耶稣会传教士在今汉密尔顿、大河下游谷地及尼亚加拉地区旅行时，将他们称为“中立人”。不过，中立联盟与阿尔冈昆语族的Mascouten（“火国”）有冲突，后者据信居住在今日的密歇根州。1616年，中立联盟约有40个村落和4000名战士。1641年，在一次严重的流行病后，耶稣会记录中立联盟仍有40个村落，人口约12000人。
这一民族未能适应时代变化。1650年代，在易洛魁战争之后，他们四散而去。据一说法，原因包括“战争、疾病和饥荒”。剩余成员融入了其他易洛魁语族民族。法国的历史记载自1672年后不再提及中立联盟作为一个独立民族或联盟的存在。